# Zandes
Os zandes ou azande (plural de zande na língua zande) são um grupo étnico do norte da África Centra, também conhecidos como niame-niames.
Eles vivem principalmente na parte nordeste da República Democrática do Congo, no centro-sul e sudoeste do Sudão do Sul, e no sudeste da República Centro-Africana. Os azande congoleses vivem na província Oriental, especificamente ao longo do rio Uele; Isiro, Dungu, Kisangani e Duruma. Os azande da República Centro-Africana vivem nos distritos de Rafaï, Bangasu e Obo. Os azande do Sudão do Sul vivem nos estados de Equatória Central, Equatória Ocidental, Yei, Maridi, Yambio e Tombura.[carece de fontes?]